# FC Alașkert
Fotbal Club Alașkert (armeană Ֆուտբոլային Ակումբ Ալաշկերտ), cunoscut ca și Alașkert este un club profesionist de fotbal cu sediul în Erevan, Armenia, fondat în 1990 în Martuni iar după desființarea lui în 2000, este reînființat în 2011 la Erevan. În prezent concurează în Prima Ligă Armeană. Echipa dispută meciurile de acasă pe Stadionul Alașkert din Erevan. Sediul clubului este situat pe strada Saryan, nr. 25, Erevan. Deși sediul este în Erevan, numele clubului este dat de orașul istoric din vestul Armeniei, Alașkert, care astăzi se numește Eleşkirt și se află în estul Turciei.
În august 2017, Alașkert a semnat un acord de cooperare cu clubul brazilian Botafogo.

## Istoric
Fotbal Club Alashkert a fost înființat în orașul Martuni din Provincia Gegharkunik, în anul 1990. În primii doi ani de existență clubul joacă în eșalonul patru al campionatului sovietic. În 1992, echipa joacă în Prima Ligă Armeană 1992 reprezentând Martuni și folosind stadionul municipal pentru meciurile disputate acasă. FC Alașkert termină sezonul pe ultimul loc și retrogradează în Liga Întâi, dar nu participă la această competiție.
În 1998 se reînscrie în Liga Întâi clasându-se la final pe locul 6, dar nu mai participă și la următoarea ediție iar un an mai târziu clubul se desființează.
Spre sfârșitul anului 2011, Bagrat Navoyan, un afacerist născut la Martuni, reînființează clubul și-l înscrie în Liga Întâi pentru sezonul 2012-13. Fotbal Club Alashkert câștigă competiția și promovează în Prima Ligă Armeană, unde activează neîntrerupt până în prezent.

## Rezultate în ligă și cupă
| Sezon   | Ligă | Ligă | Ligă | Ligă | Ligă | Ligă | Ligă | Ligă | Ligă | Cupa               |
| ------- | ---- | ---- | ---- | ---- | ---- | ---- | ---- | ---- | ---- | ------------------ |
| Sezon   | Div  | Poz  | M    | V    | E    | Î    | GM   | GP   | P    | Cupa               |
| 1992    | I    | 24   | 22   | 5    | 2    | 15   | 41   | 64   | 12   | sferturi de finală |
| 1998    | II   | 6    | 24   | 12   | 2    | 10   | 30   | 25   | 38   | preliminarii       |
| 2012–13 | II   | 1    | 36   | 24   | 6    | 6    | 80   | 31   | 78   | sferturi de finală |
| 2013–14 | I    | 8    | 28   | 6    | 6    | 16   | 38   | 69   | 24   | sferturi de finală |
| 2014–15 | I    | 4    | 28   | 10   | 8    | 10   | 32   | 35   | 38   | semifinale         |
| 2015–16 | I    | 1    | 28   | 16   | 7    | 5    | 50   | 24   | 55   | semifinale         |
| 2016–17 | I    | 1    | 30   | 19   | 7    | 4    | 59   | 26   | 64   | sferturi de finală |
| 2017–18 | I    | 1    | 30   | 14   | 8    | 8    | 44   | 31   | 50   | finalistă          |
| 2018–19 | I    | 4    | 32   | 15   | 6    | 11   | 37   | 27   | 51   | câștigătoare       |
| 2019–20 | I    | 3    | 28   | 14   | 5    | 9    | 51   | 31   | 47   | sferturi de finală |
| 2020–21 | I    | 1    | 24   | 13   | 7    | 4    | 25   | 15   | 46   | finalistă          |
| 2021–22 | I    | 3    | 32   | 23   | 9    | 9    | 38   | 30   | 51   | sferturi de finală |

## Meciuri în cupele europene
| Sezon     | Competiția                    | Etapa         | Adversar                          | Turul I | Turul II     |
| --------- | ----------------------------- | ------------- | --------------------------------- | ------- | ------------ |
| 2015-2016 | UEFA Europa League            | calificări Q1 | St. Johnstone FC                  | 1 – 0   | 1 – 2        |
| 2015-2016 | UEFA Europa League            | calificări Q2 | FC Kairat Almatî                  | 0 – 3   | 2 – 1        |
| 2016-2017 | Liga Campionilor              | calificări Q1 | FC Santa Coloma                   | 0 – 0   | 3 – 0        |
| 2016-2017 | Liga Campionilor              | calificări Q2 | FC Kairat Almatî                  | 0 – 2   | 1 – 1        |
| 2017-2018 | Liga Campionilor              | calificări Q1 | FC Santa Coloma                   | 1 – 0   | 1 – 1        |
| 2017-2018 | Liga Campionilor              | calificări Q2 | FC BATE Borisov                   | 1 – 1   | 1 – 3        |
| 2018-2019 | Liga Campionilor              | calificări Q1 | Celtic FC Glasgow                 | 0 – 3   | 0 – 3        |
| 2018-2019 | UEFA Europa League            | calificări Q2 | FK Sutjeska Nikšić                | 1 – 0   | 0 – 0        |
| 2018-2019 | UEFA Europa League            | calificări Q3 | FC CFR 1907 Cluj-Napoca           | 0 – 2   | 0 – 5        |
| 2019-2020 | UEFA Europa League            | calificări Q1 | FK Makedonija Gorce Petrov Skopje | 3 – 1   | 3 – 0        |
| 2019-2020 | UEFA Europa League            | calificări Q2 | FC „FCSB” București               | 0 – 3   | 3 – 2        |
| 2020-2021 | UEFA Europa League            | calificări Q1 | KF Renova                         | 0 – 1   | 0 – 1        |
| 2021-2022 | Liga Campionilor              | calificări Q1 | Gap Connah's Quay FC              | 2 – 2   | 1 – 0 (d.p.) |
| 2021-2022 | Liga Campionilor              | calificări Q2 | FC Sheriff Tiraspol               | 0 – 1   | 1 – 3        |
| 2021-2022 | UEFA Europa League            | calificări Q3 | FC Kairat                         | 0 – 0   | 3 – 2 (d.p.) |
| 2021-2022 | UEFA Europa League            | play-off      | Rangers FC Glasgow                | 1 – 0   | 0 – 0        |
| 2021-2022 | UEFA Europa Conference League | grupa A       | Maccabi Tel Aviv                  | 1 – 4   | 1 – 1        |
| 2021-2022 | UEFA Europa Conference League | grupa A       | HJK                               | 2 – 4   | 0 – 1        |
| 2021-2022 | UEFA Europa Conference League | grupa A       | Linzer ASK                        | 0 – 3   | 0 – 2        |